# Hedwig Voegt
Hedwig Voegt (28 de julio de 1903, Hamburgo, Imperio Alemán-14 de marzo de 1988, Leipzig, Alemania Oriental) fue una estudiosa de la literatura que obtuvo un doctorado en literatura alemana-jacobina cuando tenía 49 años y llegó a ser profesora de la Universidad de Leipzig.
Cuando era joven, sus circunstancias familiares modestas descartaron una carrera académica. Durante la década de 1920 trabajó para la oficina de correos en Hamburgo como telegrafista y se convirtió en activista política (KPD - Kommunistische Partei Deutschland, Partido Comunista de Alemania), cumpliendo al menos tres años de prisión durante los doce años que duró la Alemania Nazi, debido a su resistencia al régimen.

## Vida
Hedwig Therese Dorothea Henriette Voegt nació en el barrio central de Hamburgo de St. Pauli. Su padre era fontanero. A pesar de su obvia inteligencia, recibió solo estudios básicos antes de pasar a entrenarse para el trabajo de oficina en el departamento de comunicaciones de la Unión Telegráfica de Hamburgo. En 1920 se mudó para trabajar en la oficina de correos. Se unió al Partido Comunista en 1925. Se dedicó al periodismo, escribiendo como corresponsal laboral de la Hamburger Volkszeitung, un periódico local del Partido Comunista. También elaboró el periódico de las obras ilegales de la oficina de teléfonos de Hamburgo. A finales de la década de 1920 había encontrado un claro propósito en la necesidad de resistir el surgimiento aparentemente imparable de la demagogia populista, que sus contribuciones periodísticas le permitieron cumplir.
En otoño de 1931, cuando la crisis política alemana se intensificó, Hedwig Voegt fue arrestada por primera vez en relación con su actividad política. En enero de 1933, el contexto político se transformó cuando el Partido Nazi tomó el poder y convirtió a Alemania en una dictadura de un solo partido. La actividad política, excepto en apoyo del partido nazi, se volvió ilegal. A finales de febrero, el incendio del edificio del Reichstag se atribuyó, sin lugar a dudas, a los comunistas, y en marzo de 1933, los principales líderes comunistas empezaron a ser arrestados o huyeron al exilio. El 12 de septiembre de 1933, Voegt fue despedida de su trabajo en la oficina de correos, como consecuencia de la reciente promulgada «Ley para la restauración del servicio civil profesional» (Gesetz zur Wiederherstellung des Berufsbeamtentums), una ley diseñada para retirar del servicio público a aquellos individuos que el régimen consideró poco confiables por razones de raza y/o ideas políticas. Esto le dio más tiempo para su trabajo (ahora ilegal) para el partido comunista.
Fue arrestada nuevamente en diciembre de 1934 y sentenciada, unos meses después, a una pena de prisión de dos años por «conspirar alta traición» (Vorbereitung zum Hochverrat). Cumplió su condena, inicialmente, en el campo de concentración de Fuhlsbüttel y luego en la prisión para mujeres en el lado este de Lübeck. Fue aquí donde conoció a Lucie Suhling, cuando las dos trabajaban juntas en la biblioteca de la prisión. Muchos años después, la hija de Lucie Suhling publicó una biografía de Voegt. Voegt fue liberada en 1937 y, a pesar de estar bajo estrecha vigilancia, pudo reanudar su trabajo de resistencia. Fue arrestada otra vez en diciembre de 1938 y retenida en el campo de concentración de Fuhlsbüttel hasta finales de marzo de 1939. Sufrió otro período de detención en el verano de 1941.
La guerra terminó en mayo de 1945 y, con ella, el régimen nazi y su prohibición del partido comunista. Voegt reanudó su trabajo político y se convirtió en miembro del equipo a cargo del partido en la región de Wasserkante (que incluía Hamburgo). Ella se encargó de la Oficina de Empleo regional de Hamburgo. En 1946, reanudó sus contribuciones para el periódico Hamburger Volkszeitung.
Un antiguo deseo de realizar estudios universitarios volvió a aparecer a finales de 1948, cuando el partido la envió a estudiar en la zona de ocupación soviética, en la parte central de lo que había sido Alemania hasta 1945. En 1949, comenzó una nueva vida en el Archivo Goethe-Schiller en Weimar, donde se convirtió en asistente de investigación para el recién nombrado director de archivo, el Profesor Gerhard Scholz. Luego se matriculó en la Universidad de Jena y también encontró tiempo para realizar un curso de periodismo en la Universidad de Leipzig. En ese mismo año, también se unió al recientemente formado Partido de la Unidad Socialista (Sozialistische Einheitspartei Deutschlands / SED), que entonces estaba en camino de convertirse en el partido gobernante en un nuevo tipo de dictadura de un solo partido alemán.
En 1952, Hedwig Voegt recibió su doctorado de la Universidad de Jena por una tesis titulada «Patriotismo democrático en la literatura alemana jacobina (1790-1800)» («Der demokratische Patriotismus in der deutschen jakobinischen Literatur (1790-1800)»). La elección del tema tendría un efecto definitivo en el resto de su carrera. Su doctorado, que fue supervisado por Gerhard Scholz, le supuso el reconocimiento «Cum Laude».
En 1953 recibió un contrato en la Universidad de Leipzig para enseñar literatura alemana. La literatura y la historia estaban incluidas en la Facultad de Filosofía, pero en 1955 se la envió a la importante Facultad de Periodismo Político de la Universidad, que era la principal facultad de periodistas de nivel universitario del país y, debido a esto, el foco de atención constante del poderoso comité central del partido. Entre 1959 y 1963, Hedwig Voegt fue profesora de periodismo literario y estilismo en la Facultad de Periodismo de la Universidad de Leipzig. Aquí también trabajó, entre 1961 y 1963, como Prodecana de Sucesión Académica («für den wissenschaftlichen Nachwuchs»).
Al haber llegado a su carrera académica relativamente tarde en la vida, Voegt se quedó desconcertada cuando llegó a su sexagésimo cumpleaños en 1963 y se le exigió que se retirara de su puesto de profesora universitaria. Se planteó la idea de regresar a Hamburgo, donde había pasado sus primeras décadas, pero en ese momento la división política y filosófica de Alemania (reforzada por un formidable conjunto de barreras físicas) era más profunda, y no tuvo ninguna duda de que, en ese momento, espiritual y políticamente, su verdadero hogar estaba en la República Democrática Alemana, en Leipzig. Desde allí continuó publicando en sus áreas literarias de especialización: los autores de finales del siglo XVIII, de los que publicó libros, como Johann Heinrich Voß, Georg Friedrich Rebmann, Johann Heinrich Merck, Georg Kerner y Adolph Freiherr Knigge. Como prolífica escritora de cartas, también mantuvo amistades con académicos y otros camaradas de Hamburgo.
Después de retirarse de su puesto de profesora, la Doctora Hedwig Voegt continuó trabajando intensamente durante otros 25 años. Murió en Leipzig, el 14 de marzo de 1988.

## Premios y distinciones
- 1963: Patriotic Order of Merit Plata
- 1973: Patriotic Order of Merit Oro[6]
- Carl von Ossietzky Medal de la East German Peace Council
- Johannes R. Becher Medal
- Medal for Fighters Against Fascism